# Scapulaseius annae
Scapulaseius annae är en spindeldjursart som först beskrevs av Schicha och Gutierrez 1985.  Scapulaseius annae ingår i släktet Scapulaseius och familjen Phytoseiidae. Inga underarter finns listade i Catalogue of Life.